# Membrana nictitante

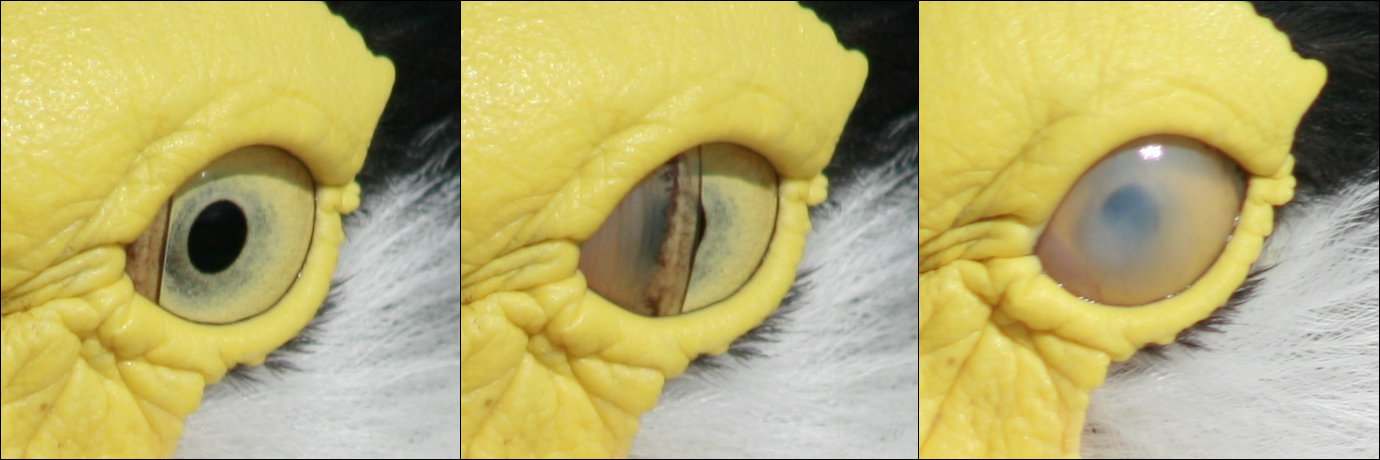
El parpadeo de los ojos de un Vanellus miles en Cairns, Queensland, Australia. La membrana nictitante se cierra de un solo lado, y es transparente. Los propios párpados no se cierran durante el parpadeo, pero lo hacen para dormir.

La membrana nictitante (del latín nictare, parpadear), o "tercer párpado", es una característica fisiológica propia de ciertos animales; se trata de una telilla o párpado accesorio transparente o translúcido que puede cerrarse para proteger al globo ocular y para humectar por debajo de los párpados principales, mientras se mantiene visibilidad.
Algunos reptiles, aves y tiburones poseen membranas nictitantes completas; en muchos mamíferos, se conserva una pequeña, sección vestigial de la membrana en uno de los vértices del ojo. Algunos mamíferos, tales como el camello, oso polar, foca y oricteropo, poseen membranas nictitantes completas. En términos científicos a veces es denominada la plica semilunaris, membrana nictitans o palpebra tertia.
Especies de peces anfibios, reptiles, aves y mamíferos tienen membranas nictitantes completamente desarrolladas, sin embargo los primates por lo general no cuentan con ellas. En los humanos la plica semilunaris (también denominada repliegue semilunar) y sus músculos asociados son homólogos de las membranas nictitantes que se observan en otros animales y vertebrados. La mayoría de las especies de primates poseen la plica semilunaris, pero solo los lémures y lorisoides entre los primates poseen membranas nictitantes completamente desarrolladas.
Normalmente no es visible en un animal sano, pero puede cubrir medio ojo si el animal está enfermo (virus, diarrea, fiebre, lombrices).
En el humano se materializa en el repliegue semilunar de la conjuntiva.
Gracias a esta membrana, el halcón no tiene que cerrar los párpados y puede volar a una velocidad media de 290 km/h, e incluso en algunos especímenes como el halcón peregrino se ha llegado a medir hasta 360 km/h en picada.

## Ejemplos

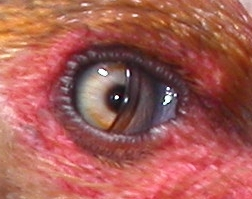
Membrana nictitante de un pollo.
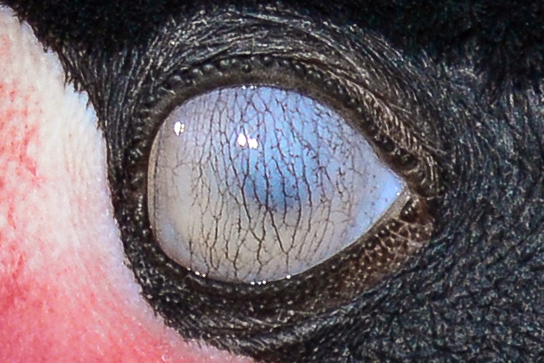
Membrana nictitante de una grulla coronada.
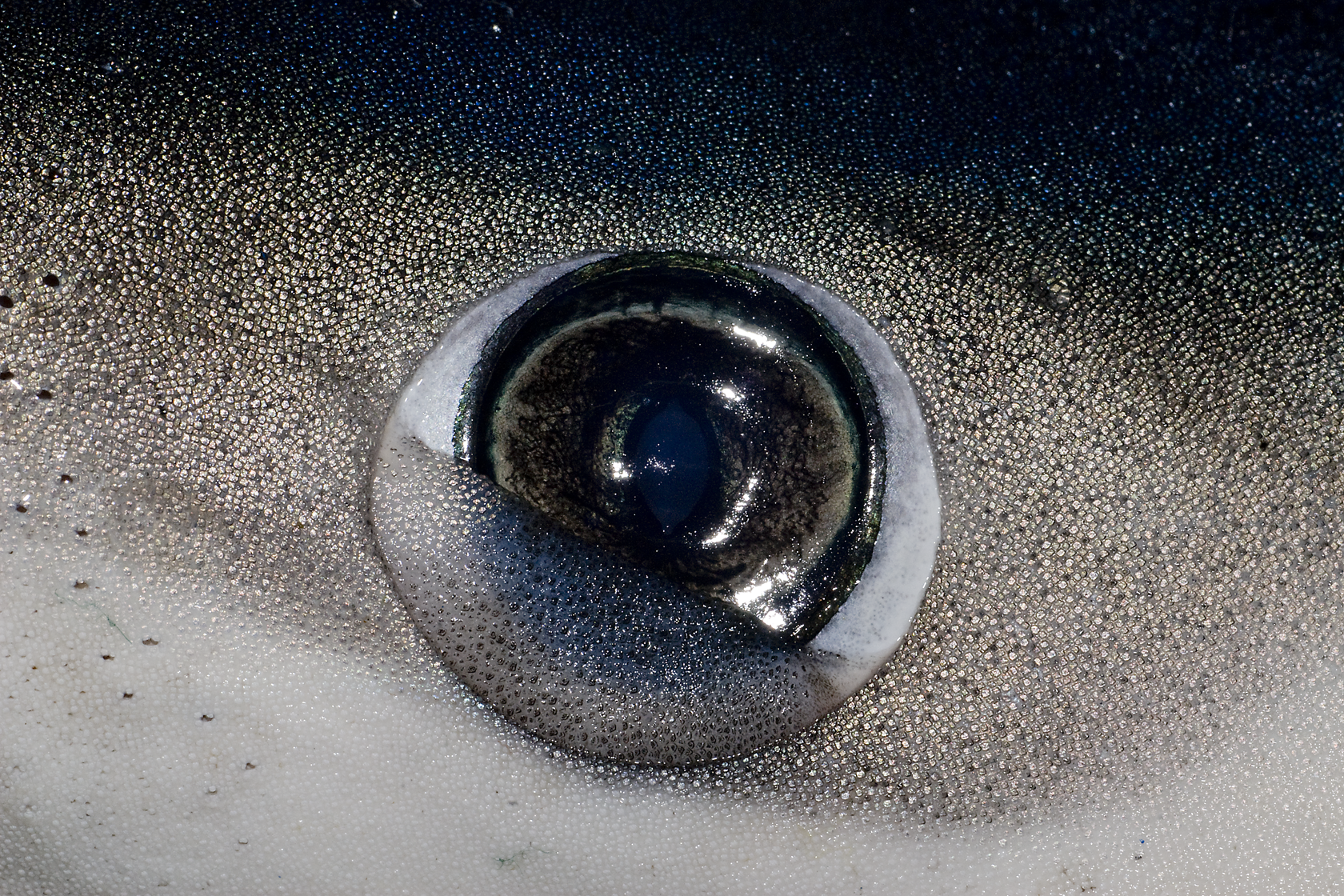
Membrana en una tintorera o tiburón azul.
- Membrana nictitante en un perro